# Radio Tele Mediterraneo
Trm Tele Radio Mediterraneo, o solo Tele Radio Mediterraneo, è stata una rete televisiva italiana a diffusione interregionale.

## Storia
Radio Televisione privata nata nel 1976 a San Filippo del Mela e successivamente trasferitasi a Milazzo, qui da Radio Mediterraneo si trasformò in Radio Tele Mediterraneo, dopo l'acquisizione di RTS (Radio Televisione Siciliana) negli anni 80, dalla quale ne ricavò le frequenze televisive. 
Il suo bacino di copertura fu, la Sicilia, la Calabria e le Isole Eolie e Napoli. Suo editore storico fu Pietro La Malfa.
Fra le collaborazioni che nel tempo ebbe vi furono anche Tony Scuderi, Beppe Alfano, Pietro Lo Miglio e il Duca Giuseppe Avarna.
Il direttore della redazione era Lino Scampitelli, i cui collaboratori erano, tra gli altri, Beppe Alfano e lo scrittore Pietro Lo Miglio.
La morte di Beppe Alfano per mano della mafia segnò le sorti dell'emittente e anche la scelta, da parte degli inserzionisti, di preferire emittenti di più facile ascolto portò al declino dell'emittente.
L'editore, Pietro La Malfa, condusse le trasmissioni quasi personalmente fino alla fine degli anni 90 per poi decidere di decretarne la chiusura poco dopo la morte del Duca Giuseppe Avarna.